# Terry Hall (ventrílocuo)
Terry Hall (20 de noviembre de 1926 – 3 de abril de 2007) fue un ventrílocuo británico, conocido por sus actuaciones con carácter regular en la televisión de su país, y por su marioneta, Lenny the Lion, y su muletilla, "Aw, don't embawass me!". Hall fue uno de los primeros ventrílocuos en utilizar una marioneta no humana.

## Biografía
Su nombre de nacimiento era Terence Hall, y nació en Chadderton, Inglaterra, donde sus padres dirigían un club social de trabajadores. Estudió en la St Patrick's School de Oldham y en el De La Salle College de Salford, en el Gran Mánchester. Hall inicialmente trabajó como ventrílocuo con un muñeco que era un niño llamado Mickey Finn, y con el cual ganó un concurso de talentos a los 15 años de edad.
Hall creó a Lenny the Lion en 1954, tras visitar el zoo mientras trabajaba en la temporada veraniega en Blackpool. Lenny fue fabricado con una vieja piel de zorro y con papel maché, utilizando una pelota de golf para la nariz. Al principio tenía la boca con una temible dentadura, pero finalmente le quitó los dientes siguiendo el consejo de la cantante Anne Shelton, a fin de no asustar al público infantil.  
Hall y Lenny actuaron por vez primera en BBC Television en 1956, en un show de variedades titulado Dress Rehearsal, y que también supuso el debut televisivo de Eric Sykes. El Lenny the Lion Show se emitió desde 1957 a 1960, tras el cual apareció Lenny's Den (1959 a 1961) y Pops and Lenny (1962 a 1963). Hall visitó los Estados Unidos en 1958, presentándose ese año en The Ed Sullivan Show junto a Lenny. Hall y Lenny mantuvieron la fama en la década de 1960, actuando en escena en Blackpool y para la televisión. The Beatles hicieron una de sus primera actuaciones televisivas en un episodio de 1963 de Pops and Lenny, y en él cantaron "From Me to You" y "Please, Please Me." El padre de David Bowie, Hayward Jones, trabajaba en el show, y lanzó el Club de Fanes de Lenny the Lion. Lenny hizo publicidad para las mentas Trebor durante tres años, y Hall editó el sencillo "Lenny's Bath Time" en 1963.
A pesar de que Hall era un firme seguidor del Oldham Athletic, en la temporada futbolística inglesa de 1957/58 llevó a Lenny al The Den, estadio que entonces era la sede del Millwall Football Club, y permitiendo que Lenny posara con los "Compañeros Leones", para delicia de los asistentes.
Hall y Lenny siguieron trabajando en variedades en la década de 1970, actuando en televisión en programas como Crackerjack. Desde 1977 a 1980, Hall intervino de manera regular en el programa televisivo educativo Reading With Lenny the Lion.
Hall se casó dos veces. Tuvo dos hijas en su primer matrimonio, y se casó por segunda vez en 1980, con la profesora de baile Denise Francis. Terry Hall sufrió en sus últimos años de vida una enfermedad de Alzheimer, y falleció en 2007 en Coventry, Inglaterra.